# Curtain Theatre

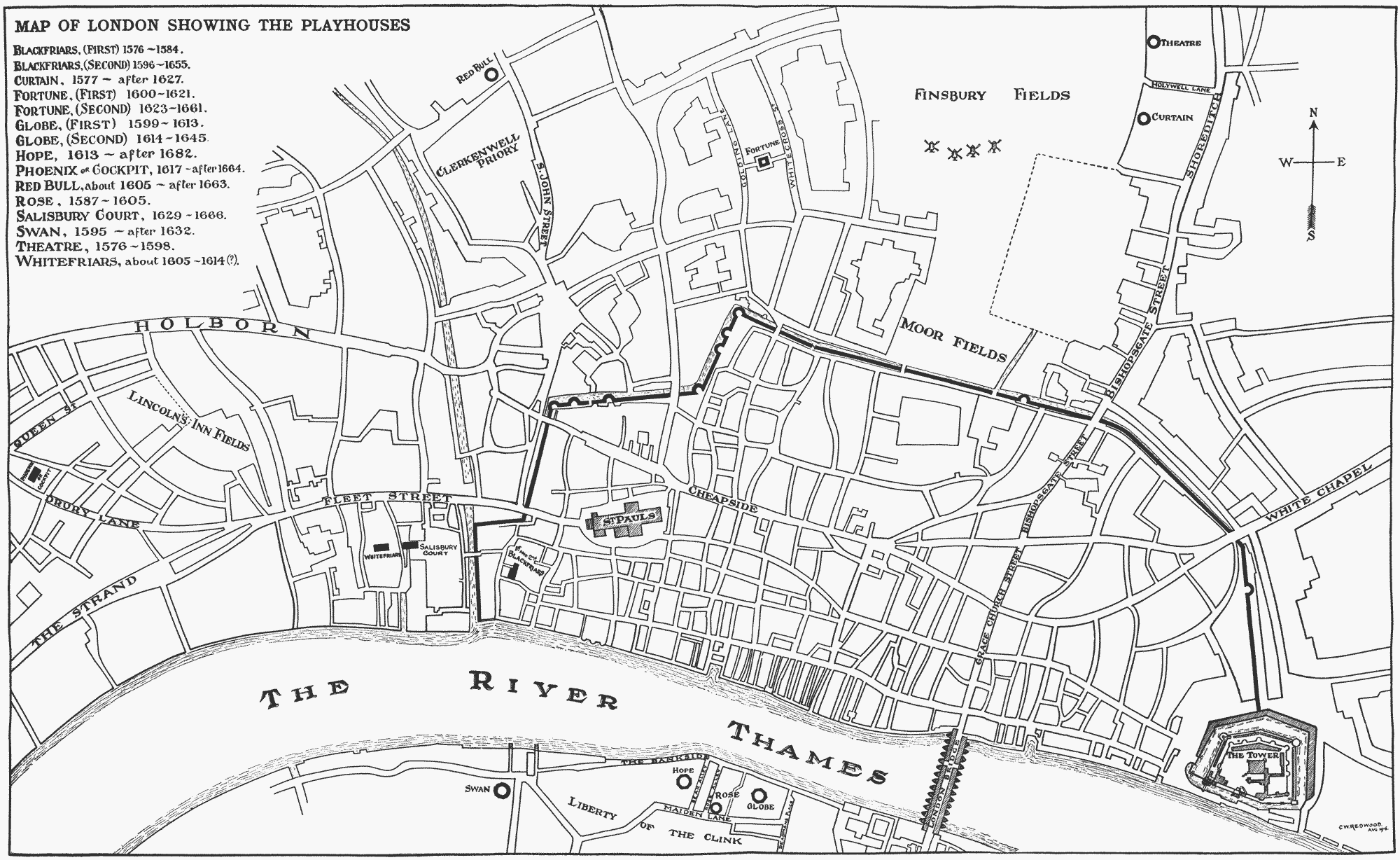
Das Curtain Theatre ist ganz oben rechts markiert

The Curtain Theatre war ein Elisabethanisches Theater in der Hewett Street, Shoreditch (Teil des heutigen London Borough of Hackney), knapp außerhalb der City of London. Es eröffnete 1577 und hielt den Bühnenbetrieb bis 1624 aufrecht.
Das Curtain wurde ungefähr 180 Meter entfernt vom ersten Londoner Theater seit der Römerzeit, dem The Theatre, errichtet, welches ein Jahr zuvor, 1576, erbaut wurde. Der Name Curtain (englisch für „Vorhang“) rührt von den benachbarten Ländereien her, welche Curtain Close hießen. Diese wiederum erhielten ihren Namen von der Kurtine (englisch „Curtain“), einem Bestandteil mittelalterlicher Stadtmauern zwischen zwei Bastionen. Mit dem naheliegenden Theatervorhang hat es also nichts zu tun. Bei archäologischen Grabungen im Jahr 2012 wurden die Überreste des Curtain wiederentdeckt. Hierbei wurde überraschend festgestellt, dass das Theater viereckig aufgebaut war und nicht, wie bislang angenommen, rund. Es wurde eine 14 m breite Bühne entdeckt, ein Hinweis auf einen Tunnel darunter und untere Galerien. Daneben fanden sich Gegenstände, wie eine tönerne Vogelpfeife; tönerne Geldbehälter; Glasperlen (vermutlich für Kostüme) und eine kleine Statue des römischen Gottes Bacchus, wie er rittlings auf einem Fass sitzt.

## Geschichte
The Curtain Theatre wurde 1577 in Shoreditch errichtet und war Londons zweites Theater. Über die hier spielenden Schauspieltruppen („Companies“) oder die aufgeführten Stücke ist wenig bekannt. Die erste gesicherte Erwähnung des Hauses stammt aus dem Jahr 1584, als die City of London die Pfarre von Shoreditch ersuchte ihre Theater zu schließen. Der Inhaber des Theaters scheint ein Henry Lanman gewesen zu sein, der als „Gentleman“ bezeichnet wird. Lanman schloss eine Übereinkunft mit dem Eigentümer des benachbarten, älteren The Theatre von James Burbage, das Curtain als Ergänzungshaus für das repräsentative Theatre zu betreiben. Zwischen 1597 und 1599 wurde das Curtain zur bevorzugten Spielstätte der Lord Chamberlain’s Men, der Theaterkompanie William Shakespeares. Jene wurden zuvor aus dem The Theatre vertrieben, da es Streit um die Pachtverlängerung zwischen den Eigentümern und dem Eigentümer des Geländes gab. Das Curtain bildete den Premierenort verschiedener neuer Shakespearestücke, darunter Romeo und Julia (unter großem Beifall) und Heinrich IV. Part I und Heinrich IV., Teil 2. Die Lord Chamberlain’s Men führte 1598 auch Every Man in His Humour von Ben Jonson auf, mit Shakespeare in der Bühnenbesetzung.
Als 1599 das Globe Theatre, welches das Theatre ersetzen sollte (erbaut von Burbages Sohn Richard u. a.) bezugsfertig war, verließen die Lord Chamberlain’s Men das Curtain. Die Übereinkunft zwischen Henry Lanman und James Burbage sah auch vor, die Einnahmen beider Theater auf sieben Jahre hin bis 1585 zu gleichen Teilen aufzuteilen. John Leeds Barroll benennt in Shakespeare studies: An annual gathering of Research, Criticism and Reviews das Faktum, dass Henry Lanman dem Betreiber des Theatre anbot, sein Curtain als Entlastungsgebäude zur Verfügung zu stellen. Daraus und aus der Übereinkunft beider die Einnahmen zu gleichen Teilen aufzuteilen, folgert er, dass Lanman und das Curtain in Zusammenarbeit mit dem Theatre gute Erträge abwarf.
So weit bekannt führte Lanman das Theater in Alleinunternehmerschaft; kurz vor seinem Tod 1606 soll er laut dem Shakespearegelehrten Edmund Kerchever Chambers (1866–1954) den Besitz in eine Art Aktiengesellschaft gewandelt haben. Thomas Pope, ein Mitglied der Lord Chamberlain’s Men, besaß einen Anteil am Curtain und führte diesen auch 1603 in seinem letzten Willen auf. Ebenso wie das Mitglied der Schauspieltruppe King’s Men, John Underwood, im Jahr 1624. Die Tatsache, dass zwei der Anteilseigner zur Truppe Shakespeares gehörten, lässt darauf schließen, dass die Neugestaltung der Besitzverhältnisse des Curtain zu der Zeit erfolgte, als die Lord Chamberlain’s Men dort spielten. Auch James Burbage hatte Anteile am Curtain.

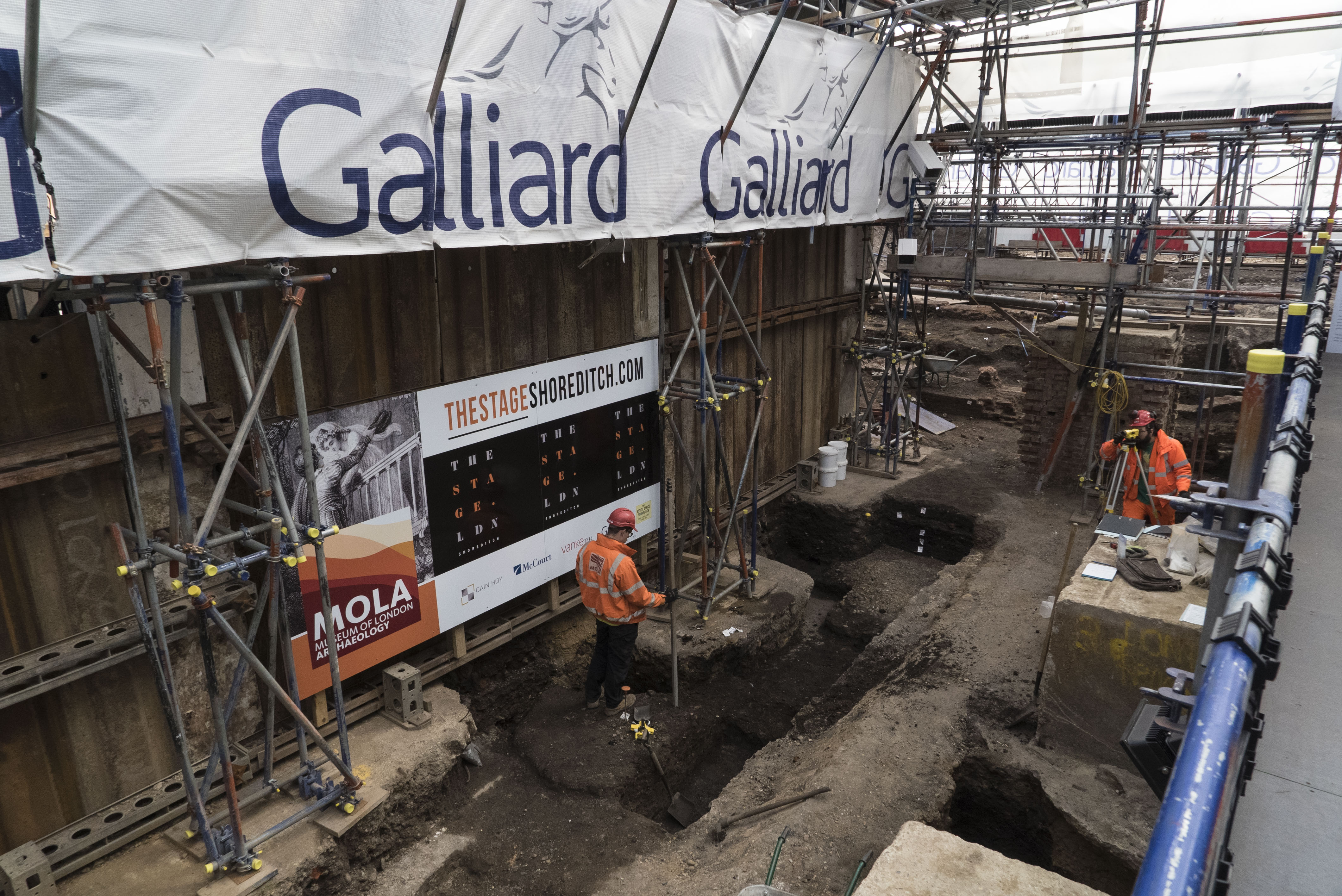
Das Curtain Theatre während der Ausgrabungen 2016

Aufgrund eines Pestausbruchs in der Stadt wurden die Theater Londons, auch das Curtain, zwischen September 1592 bis April 1594 geschlossen. 1597 erhielten die Behörden die Aufforderung von Bürgern, dass in diesem Jahr keine Aufführungen mehr an den beiden Theatern stattfinden sollten, wobei das Theatre aufgrund der Pachtstreitigkeiten in diesem Jahr ohnehin nicht bespielt wurde. Das Curtain wurde in John Stows Survey of London von 1598 erwähnt, jedoch in der Ausgabe von 1603 schon nicht mehr. 1600 versuchte das Privy Council vergeblich das Curtain Theatre zu schließen. 1603 wurde das Curtain die Spielstätte für die Queen Anne’s Men (welche im Februar des Vorjahres noch als Worcester’s Men am Rose Theatre Thomas Heywoods „A Woman Kill’d With Kindness“ gaben). 1607 wurde „The Travels of the Three English Brothers“ (von William Rowley, John Day und George Wilkins) im Curtain aufgeführt.
Das Curtain wurde in der Zeit von 1577 bis mindestens 1624 genutzt; das weitere Schicksal ist ungewiss, da es danach keine weiteren Aufzeichnungen mehr gibt. Auch ist der Grund für die Schließung unbekannt. Das Gebäude könnte jedoch noch bis zum Ausbruch des Englischen Bürgerkriegs gestanden haben.

## Lokalisierung und Ausgrabungen
Es war bekannt, dass das Curtain sich nahe dem The Theatre in der Hewett Street befand, aber die exakte Lage war sehr lange unbekannt. Es gab aber bereits eine Erinnerungsplakette am Gebäude 18 Hewett Street.
Im Juni 2012 verkündeten Archäologen des Museum of London Archaeology (MOLA), dass sie während Probegrabungen auf einer Gewerbebrache die Überreste des Theaters gefunden haben. 2013 wurden Pläne bekannt gegeben ein 750 Millionen Pfund teures Entwicklungsprojekt mit dem Namen „The Stage“ zu errichten, umfassend ein Gebäude mit 37 Stockwerken (u. a. Büros und über 400 Eigentumswohnungen), ein Shakespearemuseum, eine Bühne mit Zuschauerbereich im Freien (250 Sitzplätze) und ein Park; dazu sollen die Reste des Curtain unter Glas zugänglich sein. Die Fertigstellung war für 2020 geplant.
Im Mai 2016 berichteten die Archäologen, dass das Gebäude ausschließlich zu dem Zwecke des Theaterspiels errichtet und, ungewöhnlich für jene Zeit, rechteckig anstatt rund oder vieleckig ausgeführt wurde. Es sind noch eineinhalb Meter hohe Mauern erhalten; das MOLA identifizierte den mit verdichtetem Kies gestalteten Innenhof (welcher als Zuschauerbereich, dem sogenannten Pit, genutzt wurde) und Innenwände, welche die Galerien stützten. Das Theater maß, ausweislich des archäologischen Befunds, 22 m in der Breite und 30 m in der Länge. Diese Galerien waren aus Holz und überdacht, mit mittleren und oberen Bereichen für die wohlhabendere Klientel. Die Galerien waren gradlinig angeordnet.
Des Weiteren wurden kleinere Gegenstände zutage befördert, so Glasperlen, Nadeln, Trinkbehälter und Tabakpfeifen aus Ton. Das Team stieß auch auf eine metallene Geldbeutelbefestigung und eine Wertmünze aus Ton (vermutlich eine Biermarke), wie auch persönliche Gegenstände, so auch einen (zerbrochenen) Kamm aus Tierknochen. Ebenso eine zeitgenössische Vogelpfeife aus Ton. Jedoch ist es fraglich, ob es sich bei der Pfeife mehr um das Spielzeug eines Zuschauerkindes handelt oder um eine Geräuschrequisite für die Aufführung.
Im November 2016 wurde eine Tunnelstruktur freigelegt, welche durch Türen auf beiden Seiten der Bühne zugänglich war. Dies sollte Schauspielern erlauben auf der einen Seite abzutreten und überraschend auf der anderen Seite wieder zu erscheinen. Es wurden zudem Fragmente von tönernen Geldkassetten gefunden. Diese nahezu vollkommen verschlossenen Geldbehältnisse wurden dazu genutzt, das Geld der Besucher einzusammeln und dann im Büro zur Entnahme und Zählung zerschlagen zu werden. Das im Englischen für die (Abend-/Tages-)Kasse verwendete Wort „Box Office“ hat seinen Ursprung im Gebrauch dieser Geldkassetten („Box“).

## Weiteres
Eine Rekonstruktion des Curtain Theatre erscheint in dem Film Shakespeare in Love von 1998.
In Glasgow gab es von 1933 bis zum Ausbruch des Zweiten Weltkriegs 1939 eine Theatertruppe names „The Curtain“, bestehend aus Amateuren. Sie war die Nachfolgerin des kurzlebigen „Tron Theatre Club“ von 1932 und ihr Ziel war es vornehmlich die, über die Jahrhunderte verloren gegangene, schottische Theaterkultur wiederzubeleben.

## Filme
- Michael Wood: In search of Shakespeare. BBC Worldwide, 2003, 2 DVDs (235 min.), OCLC 1015498989